# بایول
بایول (به انگلیسی: Bywell) یک روستا و محله مدنی در بریتانیا است که در نورث‌آمبرلند واقع شده‌است. بایول ۴۵۱ نفر جمعیت دارد.